# Xavier Dumusque
Xavier Dumusque, né en 1985 en Arabie saoudite, est un astronome suisse et professeur assistant à l'Université de Genève. Docteur en astrophysique, il est spécialisé dans la détection et la caractérisation des planètes extrasolaires (exoplanètes), notamment de dimensions terrestres. Il est le codécouvreur d'exoplanètes dont α Centauri Bb, considérée un temps comme l'exoplanète connue la plus proche du Système solaire mais qui a par suite été contestée,. Il a aussi contribué à caractériser Kepler-10 c comme la première méga-Terre à avoir été découverte. Il est également le chercheur principal du télescope solaire HELIOS, servant à alimenter le spectrographe HARPS pour observer le Soleil comme une étoile.

## Enfance
Xavier Dumusque naît en 1985 en Arabie saoudite, où son père, un ingénieur suisse, participe alors à la construction d'une ville en plein désert. Sa mère est française. La famille rentre à Genève trois mois plus tard. En 1995, elle part pour le Cameroun où elle réside trois ans.

## Études
En 2003, Xavier Dumusque passe son baccalauréat (maturité) à Saint-Julien-en-Genevois puis commence des études de physique à l'Université de Genève, non sans avoir hésité entre la physique et la biologie. Il poursuit par un master en astrophysique. Un de ses professeurs, Michel Mayor, alors directeur de l'Observatoire de Genève, le convainc de poursuivre ses études d'astrophysique par un projet de recherche doctoral sur les exoplanètes. Ce projet, qu'il commence en 2008 sous la double direction de Stéphane Udry, de l'équipe Exoplanètes du département d'astronomie de l'Université de Genève, et de Nuno Cardoso Santos, du Centre d'astrophysique de l'Université de Porto, porte sur l'atténuation du « bruit » de l'activité stellaire en vue de faciliter la détection de planètes analogues à la Terre[précision nécessaire]. C'est dans le cadre de ce projet qu'il découvre ses premières exoplanètes, parmi lesquelles α Centauri Bb. Il soutient finalement sa thèse de doctorat en 2012. Il quitte alors Genève et devient chercheur postdoctoral au sein du Harvard-Smithsonian Center for Astrophysics. Il travaille à nouveau à l'Observatoire de Genève à partir d'octobre 2015.

## Honneurs et distinctions
En 2012, Xavier Dumusque est lauréat du prix Plantamour-Prévost de la Faculté de sciences de l'Université de Genève.
Le 1er juillet 2014, il est lauréat du prix Alexander Friedrich Schäfli de l'Académie suisse des sciences naturelles pour sa thèse de doctorat en astrophysique, prix qu'il partage avec Julien Carron.